# Jasper (Canada)
Jasper è una municipalità specializzata nella parte occidentale dell'Alberta, in Canada.
Costituisce il centro commerciale del Parco nazionale di Jasper, situato sulle Montagne Rocciose Canadesi e lungo la valle del fiume Athabasca. Jasper si trova a circa 362 km a ovest di Edmonton e 290 km a nord di Banff, all'intersezione tra la Highway 16 (Yellowhead Highway) e la Highway 93 (Strada dei Ghiacciai - Icefields Parkway).
La municipalità di Jasper, che include l'omonima cittadina e la circostante area rurale, venne istituita il 20 luglio 2001. ed il governo del territorio è condiviso tra la municipalità e l'agenzia federale "Parchi del Canada".

## Storia
Fondata nel 1813, la Jasper House fu inizialmente un trading post della Compagnia del Nord-Ovest e successivamente della Compagnia della Baia di Hudson per il commercio delle pellicce lungo la strada chiamata "York Factory Express" che conduceva verso quella che all'epoca era conosciuta come "Nuova Caledonia" (ora Columbia Britannica) e Fort Vancouver nel Columbia District lungo il basso fiume Columbia.
Il Parco nazionale di Jasper fu istituito nel 1907 e nel 1911 venne realizzato dalla Grand Trunk Pacific Railway un binario ferroviario per collegare la futura città, originariamente denominata Fitzhugh (in onore dell'omonimo vicepresidente della società ferroviaria), utilizzando il sistema di denominazioni in ordine alfabetico delle stazioni della Grand Truck. Nel 1912 anche la Canadian Northern Railway iniziò il servizio a Fitzhugh. Nel 1913 la cittadina venne comprata da H. Matheson, e successivamente ridenominata Jasper come l'ex trading post delle pellicce. Durante la prima guerra mondiale, venne realizzato dal febbraio all'agosto 1916 un campo di internamento per immigrati di origine austro-ungarica ed ucraina presso il Dominion Park.
Nel 1931, Jasper era accessibile via terra da Edmonton e nel 1940 venne aperta la panoramica Strada dei Ghiacciai (Icefields Parkway), che collegava Lake Louise e Jasper.

### Clima
Jasper ha un clima subartico (secondo la Classificazione dei climi di Köppen) ai limiti del clima continentale umido.

## Infrastrutture e trasporti

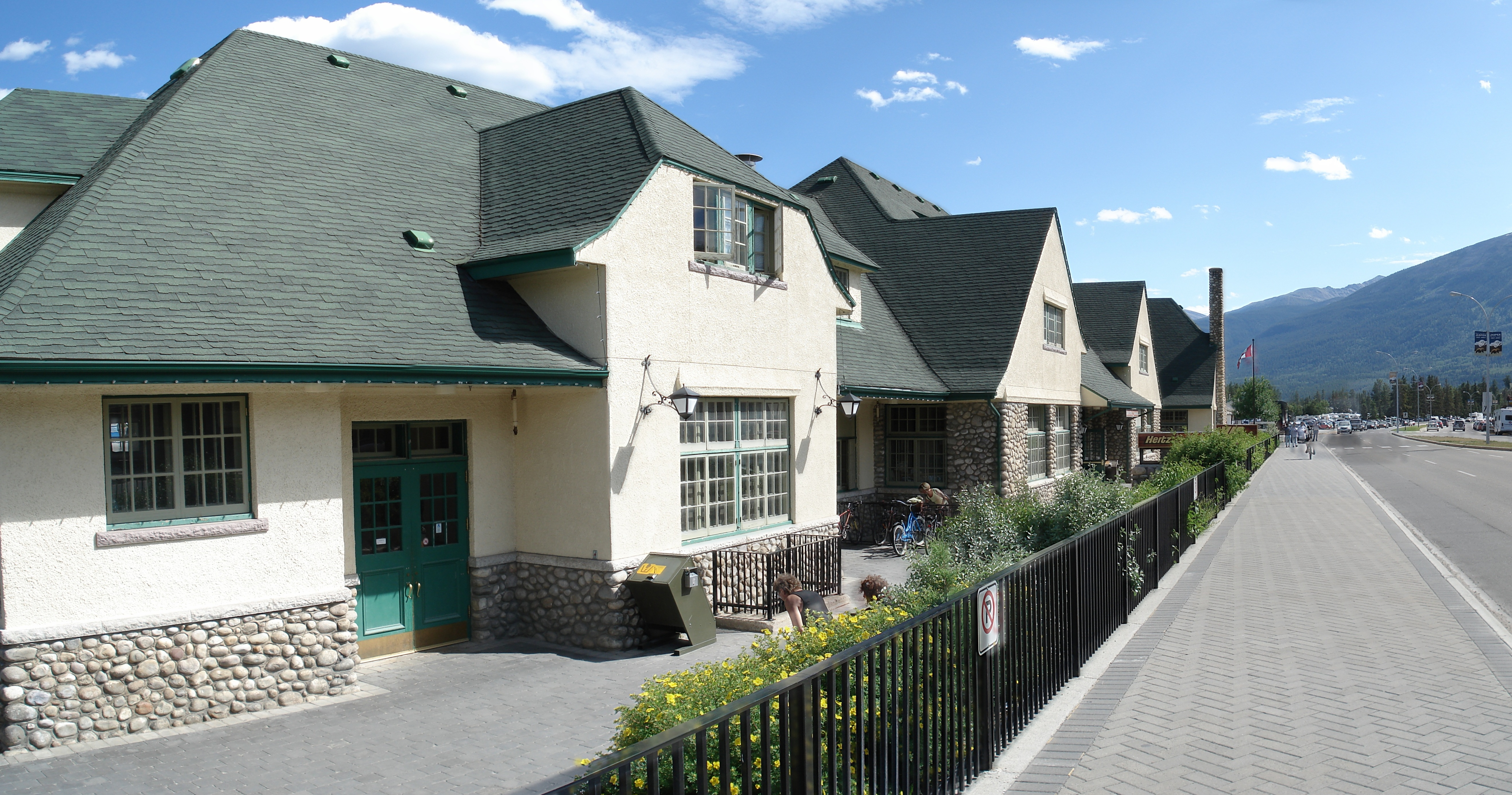
Stazione di Jasper

La stazione di Jasper è servita da VIA Rail con due treni passeggeri giornalieri. Il treno The Canadian e il treno Jasper – Prince Rupert operano entrambi tre volte alla settimana.
L'aeroporto di Jasper si trova a 13,3 km a nord di Jasper.

## Amministrazione

### Gemellaggi
- Giappone - Hakone, Kanagawa, dal 4 luglio 1972[9]